# Miroslavs Mitrofanovs
Miroslavs Mitrofanovs ou Miroslav Mitrofanov (en russe : Мирослав Борисович Митрофанов), né le 18 décembre 1966 à Daugavpils, est un homme politique letton. Membre de l'Union russe de Lettonie (LKS), il est député européen de 2018 à 2019.